# Neubau (Kleinsendelbach)
Neubau ist ein Gemeindeteil der Gemeinde Kleinsendelbach im Landkreis Forchheim (Oberfranken, Bayern).

## Geografie
Die im Erlanger Albvorland gelegene Einöde liegt etwa zweieinhalb Kilometer nordöstlich des Ortszentrums von Kleinsendelbach auf einer Höhe von 382 m ü. NHN.

## Geschichte
Bis zum Beginn des 19. Jahrhunderts unterstand Neubau der Landeshoheit des Hochstifts Bamberg. Die  Vogtei wurde vom Amt Neunkirchen als Vogteiamt ausgeübt. Auch die Hochgerichtsbarkeit stand diesem Amt als Centamt zu. Als das Hochstift Bamberg infolge des Reichsdeputationshauptschlusses 1802/03 säkularisiert und unter Bruch der Reichsverfassung vom Kurfürstentum Pfalz-Baiern annektiert wurde, wurde Neubau ein Bestandteil der während der „napoleonischen Flurbereinigung“ gewaltsam in Besitz genommenen neubayerischen Gebiete.
Durch die Verwaltungsreformen zu Beginn des 19. Jahrhunderts im Königreich Bayern wurde Neubau mit dem zweiten Gemeindeedikt 1818 ein Gemeindeteil der Ruralgemeinde Kleinsendelbach.

## Verkehr
Die von Schellenberg kommende Kreisstraße FO 29 durchquert den Ort und führt weiter nach Etlaswind. Vom ÖPNV wird die Einöde nicht bedient, die nächste Haltestelle der Buslinie 217 des VGN ist etwa einen Kilometer entfernt und liegt in Etlaswind. Die nächstgelegenen Bahnhöfe befinden sich in Eschenau und Forth an der Gräfenbergbahn.